# Kides
Kides (finska: Kitee) är en stad i landskapet Norra Karelen i Finland. Kides har 9 877 invånare och har en yta på 1 724,41 km².
Grannkommuner är Parikkala, Bräkylä, Nyslott och Tohmajärvi.
Kides är enspråkigt finskt.
Det internationellt kända metalbandet Nightwish kommer från Kides.

## Administrativ historik
Kides blev stad 1992. 1 januari 1994 tillfördes ett område med 2 invånare från Rääkkylä kommun. 1 januari 2003 tillfördes ett område med 12 invånare, återigen från Rääkkylä.

## Politik

### Mandatfördelning i Kides stad, valen 1976–2021
|  | 8 | 4 |  | 15 |  | 3 | 2 |

|  | 8 | 2 |  | 14 |  | 3 | 5 |

|  | 9 |  | 3 | 14 | 2 | 5 |

| 9 |  | 2 | 16 | 2 | 5 |

| 11 |  | 2 | 15 | 2 | 4 |

| 10 |  | 17 | 3 | 4 |

| 10 |  | 16 | 3 | 5 |

| 11 |  | 17 | 2 | 4 |

| 24 | 11 |

| 10 |  | 16 | 3 | 5 |

| 20 | 15 |

| 7 | 7 | 13 | 2 | 6 |

| 22 | 13 |

| 8 | 7 | 14 |  | 5 |

| 19 | 16 |

| 8 | 6 | 13 | 5 |  | 2 |

| 18 | 17 |

## Demografi

### Befolkningsutveckling
| Befolkningsutvecklingen i Kides stad 1975–2020                                                               | Befolkningsutvecklingen i Kides stad 1975–2020 | Befolkningsutvecklingen i Kides stad 1975–2020 | Befolkningsutvecklingen i Kides stad 1975–2020 | Befolkningsutvecklingen i Kides stad 1975–2020 |
| --- | ---------------------------------------------- | ---------------------------------------------- | ---------------------------------------------- | ---------------------------------------------- |
| |                                                |                                                |                                                |                                                |
| År |                                                |                                                | Folkmängd                                      |                                                |
| 1975 | 1975                                           |                                                | 14 470                                         |                                                |
| 1980 | 1980                                           |                                                | 14 546                                         |                                                |
| 1985 | 1985                                           |                                                | 14 653                                         |                                                |
| 1990 | 1990                                           |                                                | 14 514                                         |                                                |
| 1995 | 1995                                           |                                                | 14 129                                         |                                                |
| 2000 | 2000                                           |                                                | 13 283                                         |                                                |
| 2005 | 2005                                           |                                                | 12 462                                         |                                                |
| 2010 | 2010                                           |                                                | 11 666                                         |                                                |
| 2015 | 2015                                           |                                                | 10 832                                         |                                                |
| 2020 | 2020                                           |                                                | 9 933                                          |                                                |
| Anm: Uppgifterna avser förhållandena den 31 december nämnda år enligt områdesindelningen den 1 januari 2022. |                                                |                                                |                                                |                                                |

### Språk
Befolkningen efter språk (modersmål) den 31 december 2022. Finska, svenska och samiska räknas som inhemska språk då de har officiell status i landet. Resten av språken räknas som främmande. För språk med färre än 10 talare är siffran dold av Statistikcentralen på grund av sekretesskäl.
| Språk                        | Talare 2022-12-31 | Talare 2022-12-31 |
| Språk                        | Antal             | Andel (%)         |
| ---------------------------- | ----------------- | ----------------- |
| Hela befolkningen            | 9 727             | 100,0             |
| Inhemska språk totalt        | 9 103             | 93,6              |
| Finska                       | 9 099             | 93,5              |
| Svenska                      | 3                 | 0,0               |
| Samiska                      | 1                 | 0,0               |
| Främmande språk totalt       | 624               | 6,4               |
| Ryska                        | 499               | 5,1               |
| Estniska                     | 19                | 0,2               |
| Turkiska                     | 17                | 0,2               |
| Ukrainska                    | 14                | 0,1               |
| Tyska                        | 11                | 0,1               |
| Thailändska                  | 11                | 0,1               |
| Språk med färre än 10 talare | 53                | 0,5               |

|  | Finska (93,5 %) |

|  | Svenska (0,0 %) |

|  | Samiska (0,0 %) |

|  | Främmande språk (6,5 %) |

|  | Finska (93,5 %) |

|  | Svenska (0,0 %) |

|  | Samiska (0,0 %) |

|  | Främmande språk (6,5 %) |

## Kända personer från Kides
- Anna-Liisa Heinonen (född Väkeväinen, 1912–1970), sångerska och medlem i Metro-tytöt
- Hertta Louhivuori (född Väkeväinen, 1916–2010), sångerska och medlem i Metro‐tytöt
- Annikki Kuisman (född Väkeväinen, 1921–2009), sångerska och medlem i Metro‐tytöt
- Liisi Karttunen (1880–1957), historieforskare och diplomat